# Siemnocha
Siemnocha – wieś sołecka w Polsce położona w województwie mazowieckim, w powiecie ostrołęckim, w gminie Lelis.
W latach 1975–1998 miejscowość administracyjnie należała do województwa ostrołęckiego.
Wierni Kościoła rzymskokatolickiego należą do parafii Nawiedzenia Najświętszej Maryi Panny w Ostrołęce.